# Jazz-Nekrolog 2006

Maynard Ferguson
4. Mai 1928 – 23. August 2006

Nekrolog
◄◄
| ◄
| 2002
| 2003
| 2004
| 2005
| 2006 | 2007 | 2008 | 2009 | 2010 | ► | ►►
Weitere Ereignisse | Allgemeiner Nekrolog 2006
Die Beschreibung der verstorbenen Person sollte so kurz wie möglich gehalten sein und nur deren signifikante Tätigkeit(en) enthalten.
Neue Namen ggf. auch unter dem Geburts- und Sterbedatum, also etwa unter 1. Januar und im Geburts- und Sterbejahr (2024) eintragen (nur bei entsprechender großer Wichtigkeit). Für Beispiele siehe die schon vorhandenen Artikel.
Außerdem über die fünf zuletzt Verstorbenen, zu denen es einen ausreichend guten Artikel für eine Präsentation auf der Hauptseite gibt, nach der todesbedingten Überarbeitung der Artikel ggf. auch unter Wikipedia Diskussion:Hauptseite informieren und sie am besten auch in den anderen Wikipedia-Sprachversionen eintragen. Tipp: Regelmäßig bei news.google.de nach „ist tot“, „gestorben“ oder „verstorben“ suchen.
Wenn eine Person gestorben ist, gibt es viele Seiten zu dieser Person in der Wikipedia, die davon auch betroffen sind und entsprechend aktualisiert werden müssen. Beispiele: Namenübersichtsseite, Geburtsjahr, Geburtsort-Seiten und viele mehr.
Wie finde ich die betroffenen Seiten?
Im Suchfeld auf der linken Seite gibt man den Suchbegriff so ein: „Vorname Nachname“. Dann klickt man auf Volltext und alle Seiten mit entsprechendem Suchtext werden aufgerufen. Hier sieht man dann schnell, wo auch das Todesjahr Sinn macht oder sogar ein Teil des Artikels angepasst werden muss. Auch hilft das „Werkzeug“ auf der linken Seite sehr gut, um solche Seiten aufzufinden: „Links auf diese Seite“. Somit ist die Wikipedia wieder aktuell in allen Bereichen! Hinweis: bei Eintragung der Kategorie „Gestorben JAHR“ wird der Missbrauchsfilter 49 ausgelöst, was jedoch nicht schlimm ist. Siehe: Spezial:Missbrauchsfilter/49

## 1. Quartal
| Tag         | Name                 | Herkunft/Beruf                                    | Alter | Beleg |
| ----------- | -------------------- | ------------------------------------------------- | ----- | ----- |
| 2. Januar   | Michael Scott Smith  | US-amerikanischer Produzent                       | 59    |       |
| 4. Januar   | Bob Weinstock        | US-amerikanischer Produzent                       | 77    |       |
| 5. Januar   | Karl Fian            | österreichischer Trompeter                        | 45    |       |
| 6. Januar   | Lou Rawls            | US-amerikanischer Sänger                          | 72    |       |
| 8. Januar   | Jamie Hodgson        | britischer Fotograf                               | 75    |       |
| 11. Januar  | Jesse Cryor          | US-amerikanischer Sänger                          | 99    | [ 1 ] |
| 18. Januar  | Östen Warnerbring    | norwegischer Klarinettist, Saxophonist und Sänger | 71    |       |
| 21. Januar  | Liz Diamond          | US-amerikanische Sängerin                         | 79    |       |
| 22. Januar  | Sherman Ferguson     | US-amerikanische Schlagzeuger                     | 61    |       |
| 25. Januar  | Bob Kalin            | US-amerikanischer Schlagzeuger                    | 95    |       |
| 28. Januar  | Niels Richard Hansen | dänischer Banjoist                                | 72    |       |
| 3. Februar  | Romano Mussolini     | italienischer Pianist                             | 78    |       |
| 4. Februar  | Bob van Oven         | niederländischer Bassist                          | 83    |       |
| 7. Februar  | Elton Dean           | britischer Saxophonist                            | 60    |       |
| 7. Februar  | Jack Montrose        | US-amerikanischer Saxophonist                     | 77    |       |
| 11. Februar | Roberta Como         | US-amerikanische Musikerin und Arrangeurin        | 83    |       |
| 12. Februar | Harry DiVito         | US-amerikanischer Posaunist                       | ≈82   |       |
| 14. Februar | Putte Wickman        | schwedischer Klarinettist                         | 81    |       |
| 12. Februar | Henri Guédon         | französischer Perkussionist und Bigband-Leiter    | 61    |       |
| 17. Februar | Ray Barretto         | US-amerikanischer Perkussionist                   | 76    |       |
| 18. Februar | Roy Parnell          | US-amerikanischer Clubbesitzer                    | 63    |       |
| 28. Februar | Irv Kluger           | US-amerikanischer Schlagzeuger                    | 84    |       |
| 4. März     | Hans Ruland          | deutscher Autor                                   | ≈57   |       |
| 8. März     | Raphe Malik          | US-amerikanischer Trompeter                       | 57    |       |
| 9. März     | Otto Flückiger       | Schweizer Musikkritiker                           | ≈76   |       |
| 17. März    | Narvin Kimball       | US-amerikanischer Sänger und Banjoist             | 96    |       |
| 28. März    | Don Alias            | US-amerikanischer Schlagzeuger                    | 66    |       |
| 31. März    | Jackie McLean        | US-amerikanischer Saxophonist                     | 74    |       |

## 2. Quartal
| Tag       | Name                   | Herkunft/Beruf                                                     | Alter | Beleg |
| --------- | ---------------------- | ------------------------------------------------------------------ | ----- | ----- |
| 1. April  | Oscar Treadwell        | US-amerikanischer Rundfunkmoderator                                | 79    |       |
| 16. April | Schnuckenack Reinhardt | deutscher Violinist                                                | 85    |       |
| 23. April | William P. Gottlieb    | US-amerikanischer Fotograf                                         | 89    |       |
| 5. Mai    | Dick Gerhart           | US-amerikanischer Saxophonist                                      | 77    |       |
| 7. Mai    | Hans-Jürgen Bock       | deutscher Pianist                                                  | 67    |       |
| 10. Mai   | John Hicks             | US-amerikanischer Pianist                                          | 64    |       |
| 13. Mai   | Lew Anderson           | US-amerikanischer Saxophonist                                      | 84    |       |
| 19. Mai   | Charles Turner         | US-amerikanischer Trompeter                                        | 69    |       |
| 20. Mai   | Tommy Watt             | britischer Pianist                                                 | 80    |       |
| 22. Mai   | Jack Fallon            | britischer Bassist                                                 | 90    |       |
| 27. Mai   | Kenny Poole            | US-amerikanischer Gitarrist                                        | 58    |       |
| 30. Mai   | Fredi Lüscher          | Schweizer Pianist und Publizist                                    | 62    |       |
| 1. Juni   | Hans Marius Stormoen   | norwegischer Bassist                                               | 62    |       |
| 2. Juni   | Goony Strömmer         | finnischer Schlagzeuger                                            | 91    |       |
| 3. Juni   | John Blair             | US-amerikanischer Geiger                                           | 62    |       |
| 6. Juni   | Hilton Ruiz            | US-amerikanischer Pianist und Komponist                            | 54    |       |
| 14. Juni  | Roland Alexander       | US-amerikanischer Saxophonist und Pianist                          | 70    |       |
| 16. Juni  | Vlasta Průchová        | tschechische Sängerin                                              | 79    |       |
| 25. Juni  | Arif Mardin            | türkisch-amerikanischer Produzent und Arrangeur (Atlantic Records) | 74    |       |
| 26. Juni  | Dietrich Unkrodt       | deutscher Tubist und Bassist                                       | 71    |       |
| 30. Juni  | Ross Tompkins          | US-amerikanischer Pianist                                          | 68    |       |

## 3. Quartal
| Tag           | Name                | Herkunft/Beruf                                               | Alter | Beleg |
| ------------- | ------------------- | ------------------------------------------------------------ | ----- | ----- |
| Juli          | Stu Hacohen         | israelischer Multiinstrumentalist, Komponist und Arrangeur   | ≈76   |       |
| 4. Juli       | Ed Leddy            | US-amerikanischer Trompeter                                  |       |       |
| 5. Juli       | Don Lusher          | britischer Posaunist                                         | 82    |       |
| 5. Juli       | Cal Lampley         | US-amerikanischer Musikpädagoge und Produzent                | 82    |       |
| 10. Juli      | Mikesch van Grümmer | deutscher Pianist                                            | 56    |       |
| 11. Juli      | Bill Miller         | US-amerikanischer Pianist und Bandleader                     | 91    |       |
| 12. Juli      | Egon Christmann     | deutscher Posaunist und Komponist                            | 74    |       |
| 16. Juli      | Malachi Thompson    | US-amerikanischer Trompeter                                  | 56    |       |
| 17. Juli      | Johnny Blowers      | US-amerikanischer Schlagzeuger                               | 95    |       |
| 18. Juli      | John Garvey         | US-amerikanischer Musikpädagoge                              | 85    |       |
| 19. Juli      | Lazy Ade Monsbourgh | australischer Trompeter, Posaunist, Saxophonist und Pianist  | 89    |       |
| 1. August     | Rufus Harley        | US-amerikanischer Dudelsackspieler, Saxophonist und Flötist  | 70    |       |
| 6. August     | Moacir Santos       | brasilianischer Komponist, Saxophonist, Arrangeur und Sänger |       |       |
| 8. August     | Duke Jordan         | US-amerikanischer Pianist                                    | 84    |       |
| 9. August     | Miguel „Anga“ Diaz  | kubanisch-spanischer Perkussionist                           | 45    |       |
| 12. August    | Tony Hicks          | britischer Schlagzeuger                                      | 58    |       |
| 14. August    | Hank Kohout         | US-amerikanischer Pianist                                    | 82    |       |
| 15. August    | Jorma Weneskoski    | finnischer Bassist                                           | 77    | [ 2 ] |
| 23. August    | Maynard Ferguson    | US-amerikanischer Trompeter und Bandleader                   | 78    |       |
| 28. August    | Pip Pyle            | britischer Schlagzeuger                                      | 56    |       |
| 30. August    | Burt Goldblatt      | US-amerikanischer Cover-Designer                             | 82    |       |
| 1. September  | Richard Egües       | kubanischer Flötist                                          | 82    |       |
| 2. September  | Tony DeNicola       | US-amerikanischer Schlagzeuger und Musikpädagoge             |       |       |
| 2. September  | Dewey Redman        | US-amerikanischer Saxophonist                                | 75    |       |
| 3. September  | Ian Hamer           | britischer Trompeter                                         | 73    |       |
| 4. September  | Alberto Alberti     | italienischer Produzent                                      | 74    |       |
| 4. September  | Moses Khumalo       | südafrikanischer Saxophonist                                 | 27    |       |
| 5. September  | Hollis Gentry       | US-amerikanischer Saxophonist                                | 51    |       |
| 20. September | Jimmy Vass          | US-amerikanischer Saxophonist und Flötist                    | 69    |       |
| 24. September | Aladár Pege         | ungarischer Bassist                                          | 66    |       |

## 4. Quartal
| Tag          | Name                | Herkunft/Beruf                                             | Alter | Beleg |
| ------------ | ------------------- | ---------------------------------------------------------- | ----- | ----- |
| 6. Oktober   | Claude Luter        | französischer Klarinettist und Saxophonist                 | 83    |       |
| 8. Oktober   | Irv Manning         | US-amerikanischer Bassist                                  | 88    |       |
| 9. Oktober   | Bernard Primeau     | franko-kanadischer Schlagzeuger                            | 67    |       |
| 9. Oktober   | Sheldon Meyer       | US-amerikanischer Historiker                               | 80    |       |
| 9. Oktober   | Rosanna Tavares     | brasilianische Sängerin                                    | 44    |       |
| 10. Oktober  | Ed Summerlin        | US-amerikanischer Saxophonist, Komponist und Musikpädagoge | 78    |       |
| 20. Oktober  | Frank Vicari        | US-amerikanischer Saxophonist                              |       |       |
| 23. Oktober  | Emmanuel Soudieux   | französischer Bassist                                      | 87    |       |
| 27. Oktober  | Bob January         | US-amerikanischer Multiinstrumentalist und Arrangeur       | 72    |       |
| 3. November  | Malachi Ritscher    | US-amerikanischer Musiker und Toningenieur                 | 52    |       |
| 5. November  | Woody Woodhouse     | US-amerikanischer Sänger und Schlagzeuger                  | 69    |       |
| 7. November  | Sonny Cohn          | US-amerikanischer Trompeter                                | 81    |       |
| 17. November | Ruth Brown          | US-amerikanische Sängerin                                  | 78    |       |
| 19. November | Al Jackson          | US-amerikanischer Saxophonist                              | 86    |       |
| 22. November | Warren Bell         | US-amerikanischer Saxophonist                              | 77    |       |
| 23. November | Anita O’Day         | US-amerikanische Sängerin                                  | 87    |       |
| 24. November | Walter Booker       | US-amerikanischer Bassist                                  | 72    |       |
| 25. November | Bobby Byrne         | US-amerikanischer Posaunist und Bandleader                 | 88    |       |
| 27. November | Don Butterfield     | US-amerikanischer Tubist, Komponist und Verleger           | 83    |       |
| 1. Dezember  | Hank Shaw           | britischer Trompeter                                       | 80    |       |
| 4. Dezember  | Dave Black          | US-amerikanischer Schlagzeuger                             | 78    |       |
| 7. Dezember  | Jay McShann         | US-amerikanischer Pianist und Bandleader                   | 90    |       |
| 8. Dezember  | Martha Tilton       | US-amerikanische Sängerin                                  | 91    |       |
| 9. Dezember  | Georgia Gibbs       | US-amerikanische Sängerin                                  | 87    |       |
| 12. Dezember | Kenny Davern        | US-amerikanischer Klarinettist                             | 71    |       |
| 12. Dezember | Oscar Klein         | österreichischer Trompeter und Gitarrist                   | 76    |       |
| 14. Dezember | Ahmet Ertegün       | US-amerikanischer Produzent                                | 83    |       |
| 14. Dezember | Frédéric Schlick    | französischer Akkordeonist                                 | 71    |       |
| 20. Dezember | Gerlach Bommersheim | deutscher Künstler und Musiker                             | 72    |       |
| 20. Dezember | Mick Mulligan       | britischer Trompeter und Bandleader                        | 78    |       |
| 22. Dezember | Al Duffy            | US-amerikanischer Geiger                                   | 100   |       |
| 24. Dezember | Kenneth Sivertsen   | norwegischer Gitarrist, Sänger und Komponist               | 45    |       |
| 25. Dezember | Bob Bodley          | US-amerikanischer Bassist                                  | 56    |       |
| 26. Dezember | Betty Owens         | US-amerikanische Sängerin                                  |       |       |
| 28. Dezember | Nick Liebmann       | Schweizer Schlagzeuger und Musikkritiker                   | 56    |       |
| 28. Dezember | Dinerral Shavers    | US-amerikanischer Jazz-Schlagzeuger und Musikpädagoge      | 25    |       |
| 27. Dezember | Wesley Robinson     | US-amerikanischer Musikpromoter                            | 80    |       |
| 30. Dezember | Tomasz Sacha        | polnischer Musiker                                         | 53    | [ 3 ] |
| 31. Dezember | Humberto Lozán      | chilenischer Sänger und Bandleader                         | 81    |       |

## Datum unbekannt
| Tag    | Name           | Herkunft/Beruf                     | Alter | Beleg |
| ------ | -------------- | ---------------------------------- | ----- | ----- |
| August | Henri Tallourd | französischer Posaunist und Sänger | ≈80   |       |